# Revólver automático Union
El Union (conocido también como revólver Lefever) era un revólver automático de calibre 8 mm.

## Historia y desarrollo
Fue diseñado por Charles F. Lefever (Patente USPTO n.º 944448, 1909) y producido por la Union Firearms Company de Toledo, Ohio.
Fue producido en cantidades limitadas hasta 1912, cuando su producción cesó y marcó la retirada de Union Firearms Company del negocio de las armas cortas.
Su mecanismo era similar al del revólver automático Webley-Fosbery, pero tenía una funda que protegía la mano del tirador del contacto con la mitad superior del armazón cuando esta retrocedía.
Antes de su quiebra, Union Firearms también fabricó la pistola automática Riefgraber, patentada por J. J. Riefgraber y en la que Lefever también "trabajó algo". Posteriormente Charles F. Lefever trabajaría para la compañía Daisy en Plymouth, Michigan, donde diseñaría la carabina de aire comprimido Daisy Modelo 25, que vendería más de 15 millones de unidades en 1957.